# Todoque
Todoque es una entidad singular de población española perteneciente al municipio de Los Llanos de Aridane, situado al suroeste de la isla de La Palma, en la comunidad autónoma de Canarias. Sus principales barrios son Todoque, Los Pasitos y Los Campitos. La localidad quedó prácticamente destruida debido a las coladas de lava de la erupción iniciada el 19 de septiembre de 2021.

## Toponimia
Todoque es un término de procedencia aborigen que algunos autores interpretan como ‘ascenso’ o ‘colina’. Hasta principios del siglo XX, el barrio era denominado también con el nombre de Tedoque, tanto popularmente como oficialmente, lo que ha servido para relacionarlo con tedote, otra palabra de la lengua aborigen que podría significar 'montaña cubierta de maleza', en referencia al cono volcánico cubierto de matorral que se sitúa en la localidad.

## Geografía

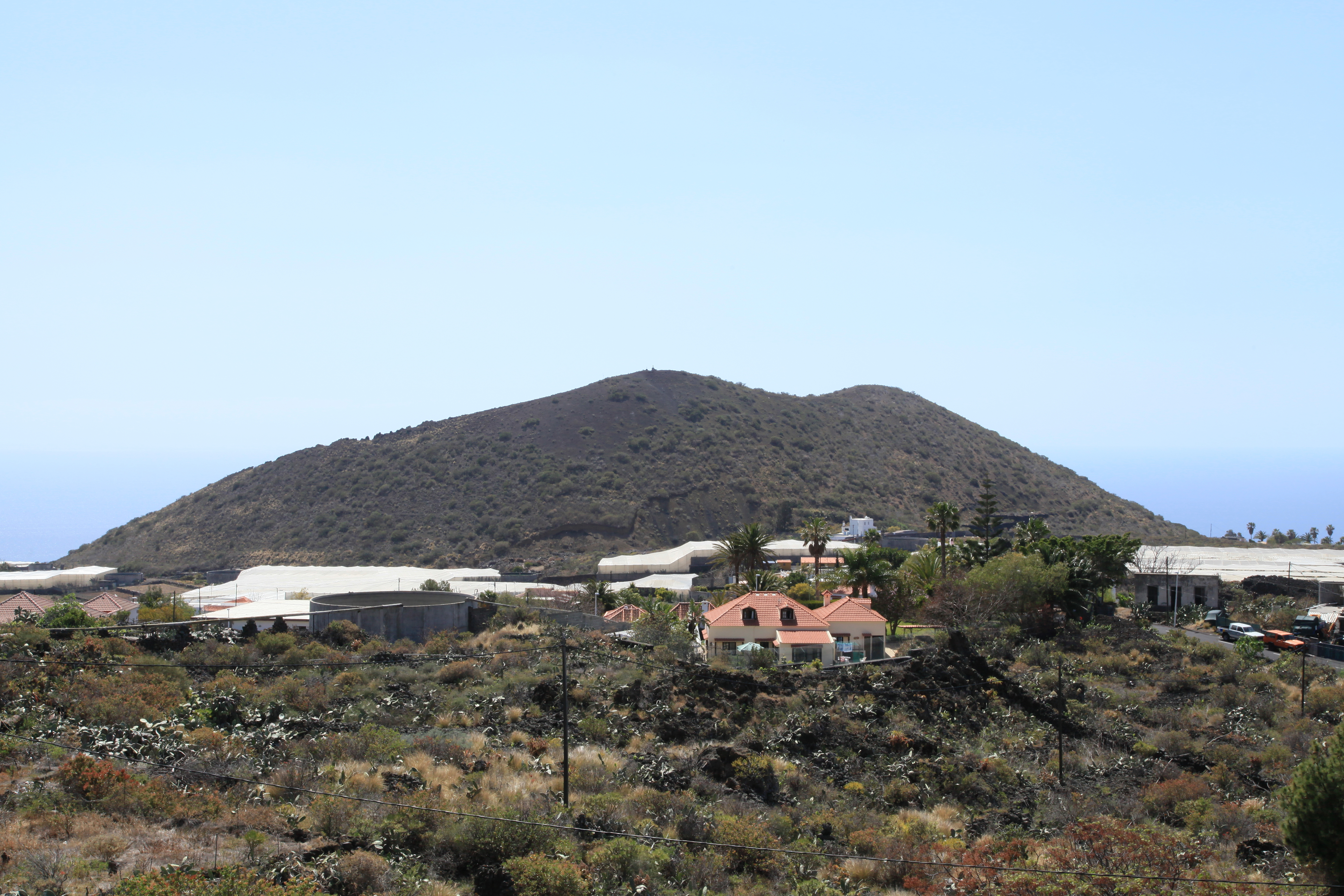
Montaña de Todoque vista desde la plaza del pueblo

Todoque es una localidad del municipio de Los Llanos de Aridane, ubicada a una distancia de 5,6 kilómetros al sur del casco urbano, formando parte de la zona municipal de medianías. El camino Callejón de La Gata es el límite norte con el barrio de La Laguna, mientras que el Camino La Jurona marca la frontera sur con Las Manchas. La parte oriental de la localidad se corresponde con Los Campitos, que hasta hace unas décadas conformaba una entidad de población separada. Al oeste de la localidad se encuentra la montaña de Todoque o de Los Tres Picos, ya dentro del término municipal de Tazacorte, e integrada en el Monunento Natural de los Volcanes de Aridane. 
La zona tiene una agricultura totalmente de secano, principalmente centeno, vid y algunos frutales como higueras y almendros. Con la llegada del regadío se introduce el cultivo del plátano. La ganadería también tiene suma importancia.
El poblamiento es disperso, aunque aumenta su densidad a lo largo de la carretera hacia Puerto Naos. En el cruce entre esta carretera y la LP-211 se ubica el núcleo principal de Todoque.

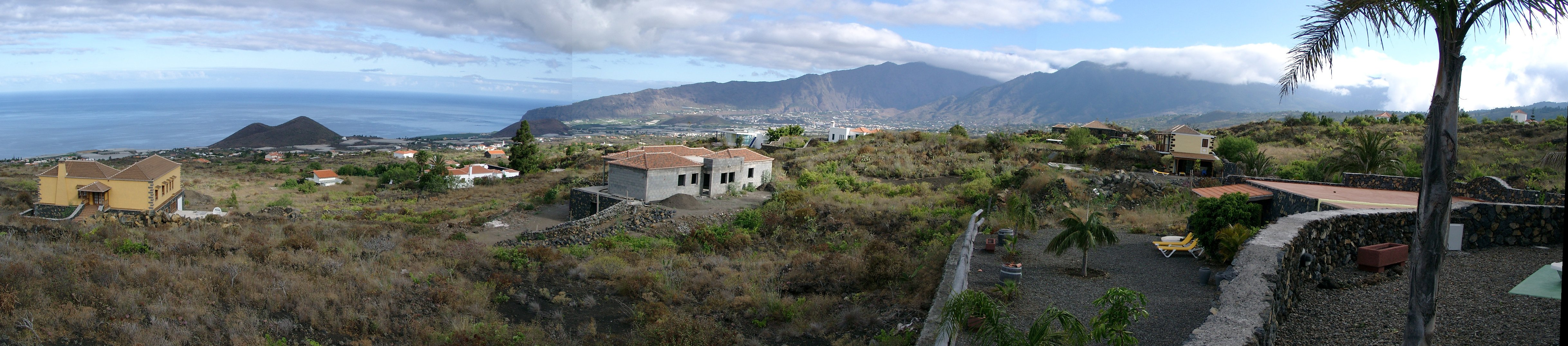
Panorámica del Valle de Aridane tomada desde Todoque en 2006

|                       | Norte: La Laguna | Nordeste: Tajuya   |
| Oeste: La Costa       |                  | Este: Los Campitos |
| Suroeste: Puerto Naos | Sur: Las Manchas |                    |

## Historia

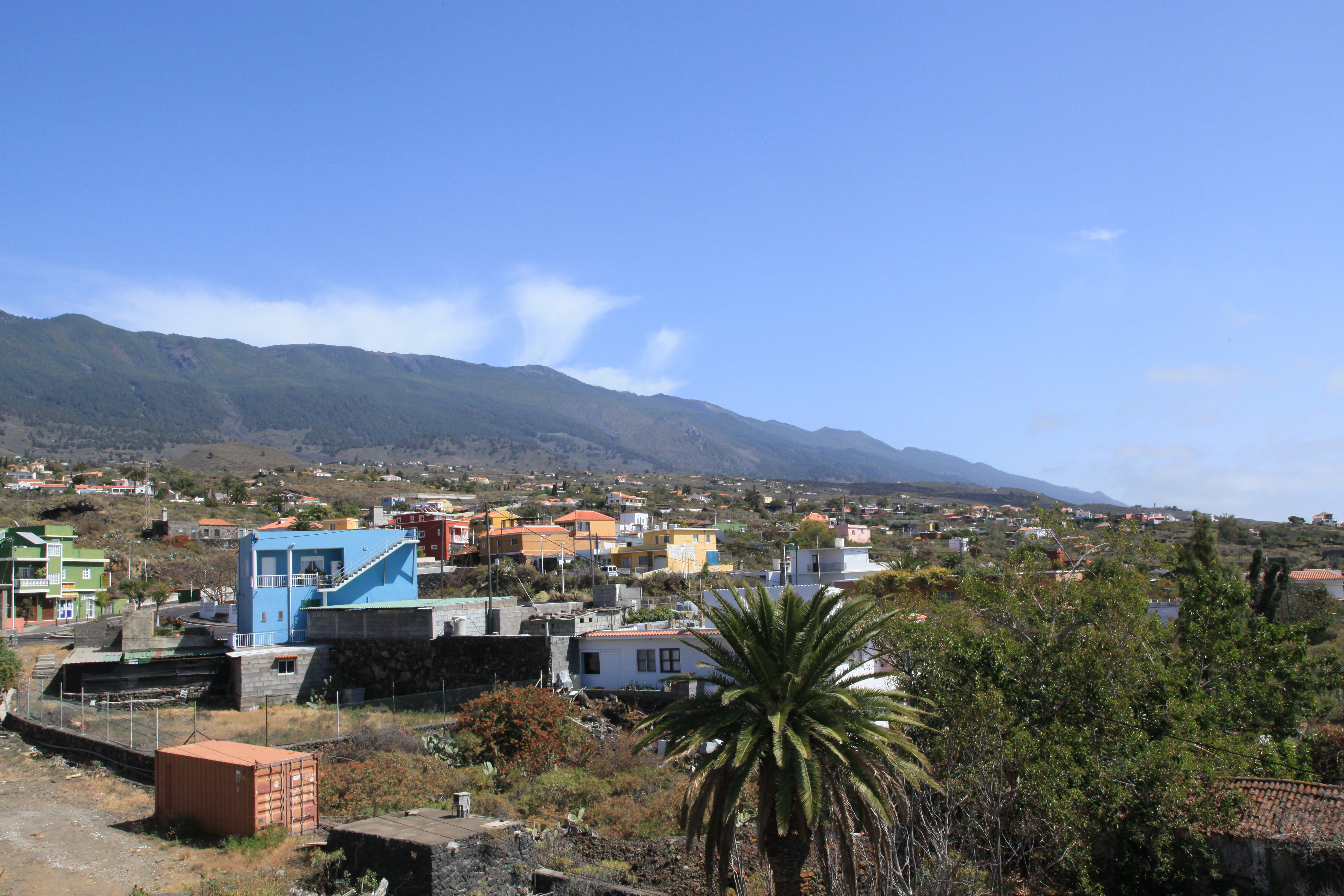
Vista de Todoque en 2015

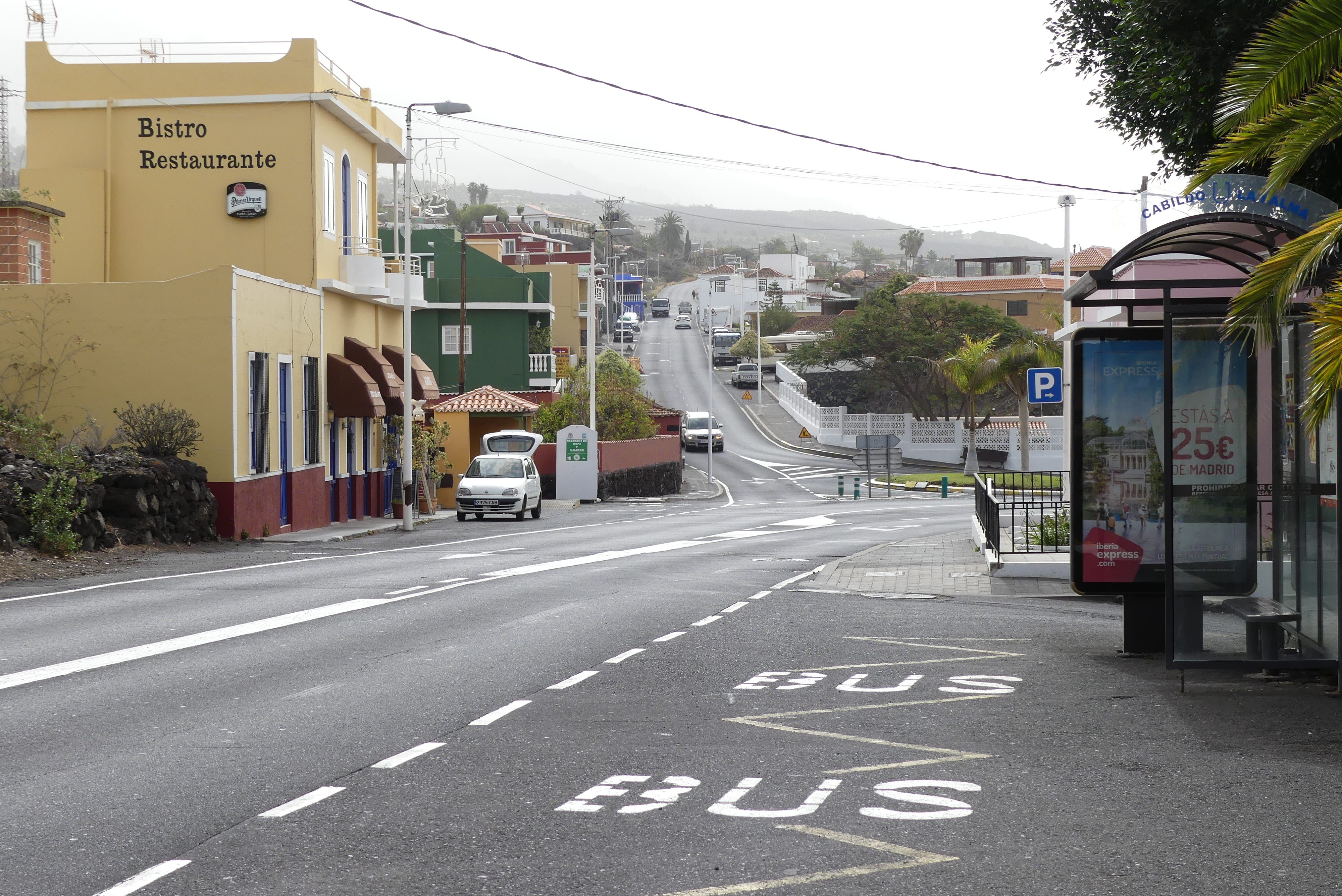
Cruce de las carreteras hacia Puerto Naos y Las Manchas en 2015. Al fondo, Los Pasitos

A finales del siglo XV, la zona formaba parte del cantón aborigen de Tihuya, que abarcaría las zonas actualmente conocidas como Tajuya, Todoque, Puerto Naos, La Laguna y parte de Las Manchas. En este territorio se conservaban vestigios de cabañas conocidas como goronas, asociadas con el hábitat de los benahoaritas. Tras la conquista e incorporación de la isla a la Corona de Castilla, la zona pasa a ser considerada como tierra comunal. Según Gaspar Frutuoso el lugar estaba dedicado fundamentalmente a la ganadería, y sus habitantes eran principalmente descendientes de los aborígenes palmeros, aunque también había ya colonos de origen europeo.
Debido a la práctica ausencia de agua, la agricultura queda reducida al trigo, al centeno y a la vid, cultivadas en las pequeñas superficies no cubiertas por el terreno volcánico reciente. El suministro de agua se obtenía de las fuentes públicas de Los Llanos o en pequeños aljibes. 
En 1847 José María Wangüemert de Alcalá, un colaborador del diccionario de Pascual Madoz realiza una descripción del pago de Todoque, citada a continuación:

Todoque: 72 vecinos; 286 almas: 138 varones, 148 mujeres. Viven en 95 casas dispersas, entre habitadas y cerradas, terreras, de piedra seca y de madera de tea y teja en ripia. Ninguna cueva habitada. El abasto de agua en las vicas de Argual y Tazacorte «advirtiendo que en este se encuentra algunos estanques aunque muy pocos donde en el invierno recogen las aguas y se proveen de ellas».
José Eduardo Pérez Hernández, 2012.

En 1949 la parte más meridional de Todoque se ve afectada por las coladas del Volcán de San Juan. La llegada del agua potable y de regadío a partir de los años 1950 supone un cambio radical en las condiciones de vida del lugar, introduciéndose nuevos cultivos, principalmente el del plátano. El retorno de los emigrantes y de sus remesas da un gran impulso al sector agrícola, convirtiendo a toda la comarca del Valle de Aridane en una zona de gran importancia a nivel productivo y demográfico. Junto al sector agrícola, la población de Todoque pasa a ocupar también puestos de trabajo en los servicios de la ciudad de Los Llanos, así como en el cercano centro turístico que se desarrolla en Puerto Naos durante esos años. En 1984 abre sus puertas la iglesia de San Pío X, primer templo del mundo dedicado al papa Pío X, que fue financiada y construida por los propios habitantes de Todoque en un terreno donado por un vecino de la zona. En torno a ella se situarán también la plaza del barrio y la sede de la asociación de vecinos.

### Erupción volcánica de 2021

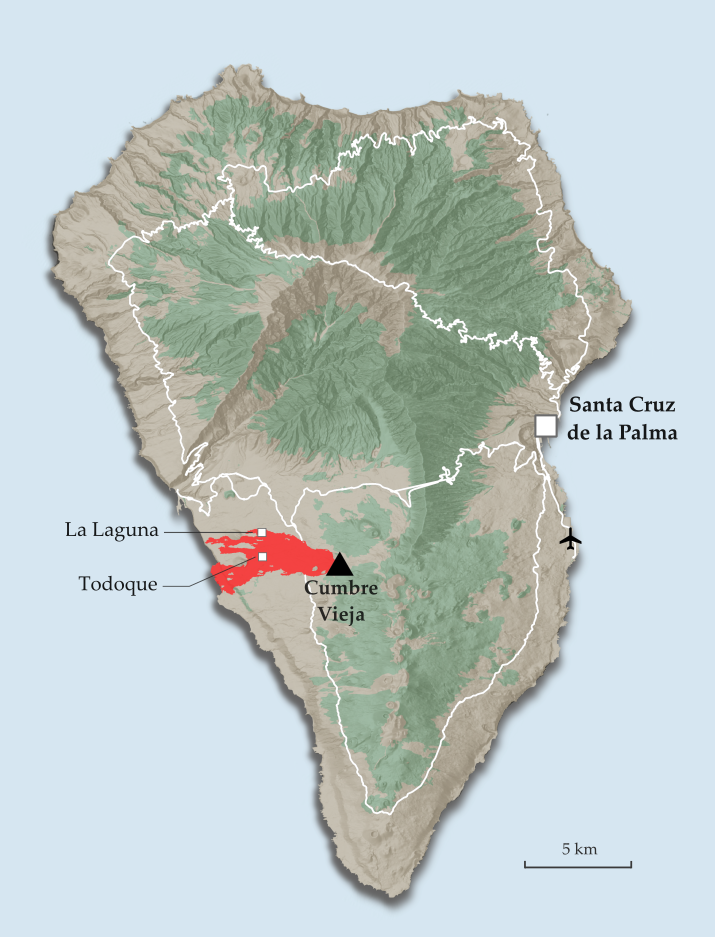
La ubicación de Todoque dentro de la colada de lava, a 23 de noviembre de 2021

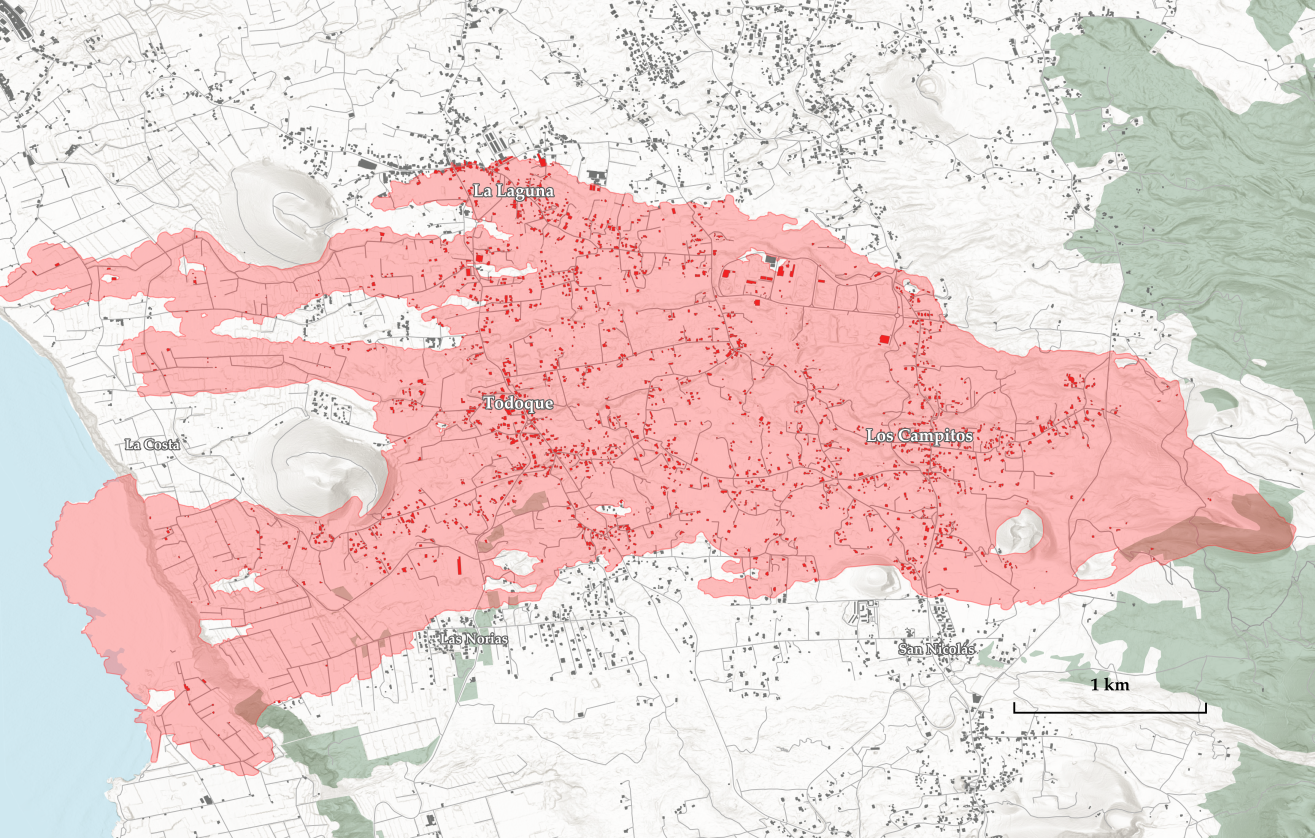
Coladas de lava y edificaciones destruidas, a 23 de noviembre de 2021

En 2021 su territorio se vio afectado por la erupción volcánica de Cumbre Vieja. El 21 de septiembre, la colada de lava alcanzó la localidad y durante los días siguientes cientos de edificaciones fueron destruidas, entre ellas la iglesia de San Pío X, el consultorio médico, la sede de la asociación de vecinos, el colegio de Educación Infantil y Primaria Los Campitos y el colegio de Educación Infantil y Primaria Todoque. El 10 de octubre, nuevas coladas de lava destruyeron las edificaciones que aún quedaban en pie.

## Demografía

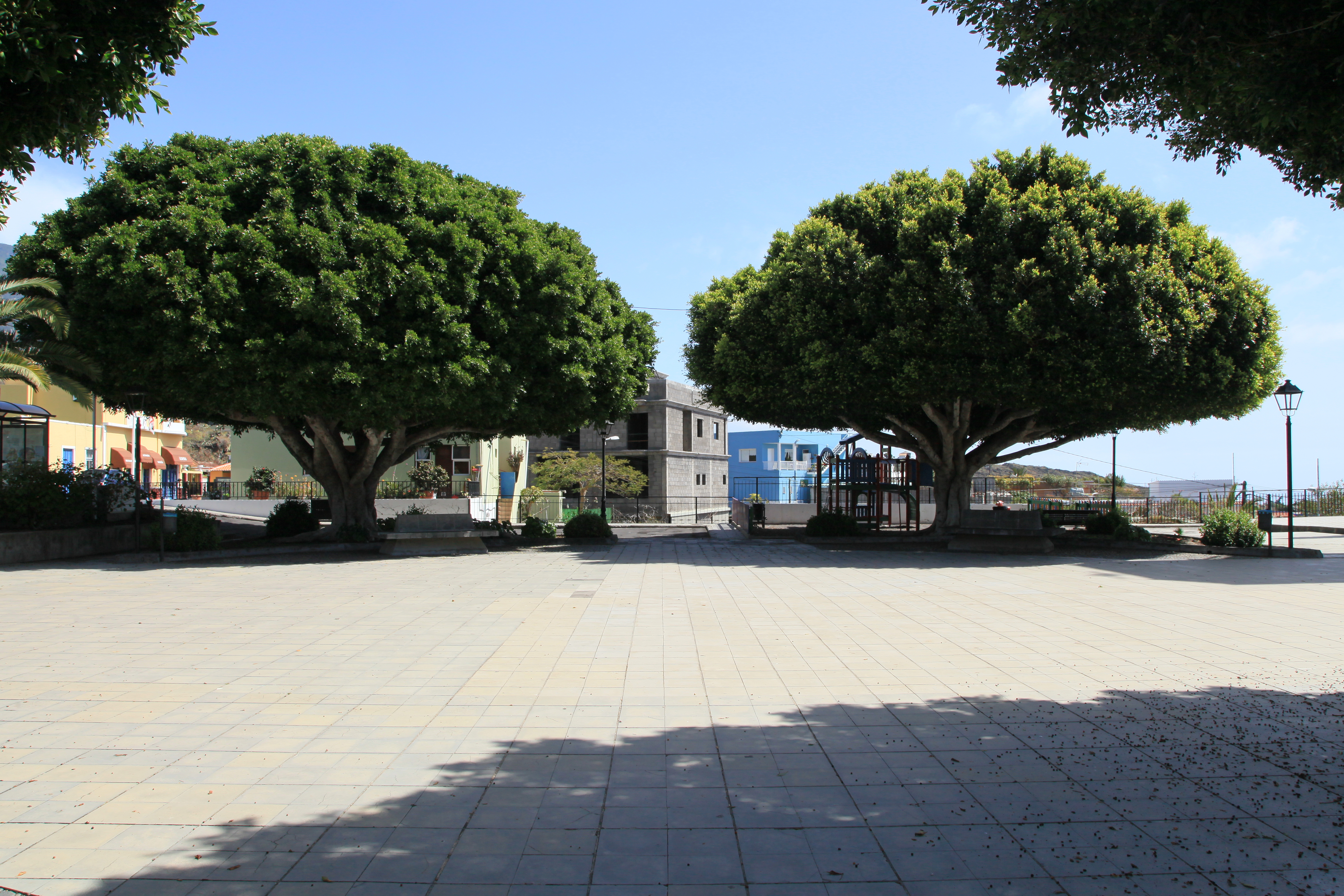
Plaza de Todoque en 2015

En 2020 su población era de 1310 habitantes: el núcleo de Todoque contaba con 206 habitantes, mientras que la población diseminada era de 1104 habitantes. En el pasado, los núcleos de Todoque y Los Campitos figuraban como localidades separadas.
| Gráfica de evolución demográfica de Todoque entre 1847 y 2023 |
| |
| Población según el Diccionario geográfico-estadístico-histórico de España y sus posesiones de Ultramar. Población de derecho (2000-2022) según el padrón municipal del INE Nota: a partir del año 2000,[cita requerida] Todoque contabiliza a los habitantes de Los Campitos (356 en 1981). |

## Cultura

### Patrimonio

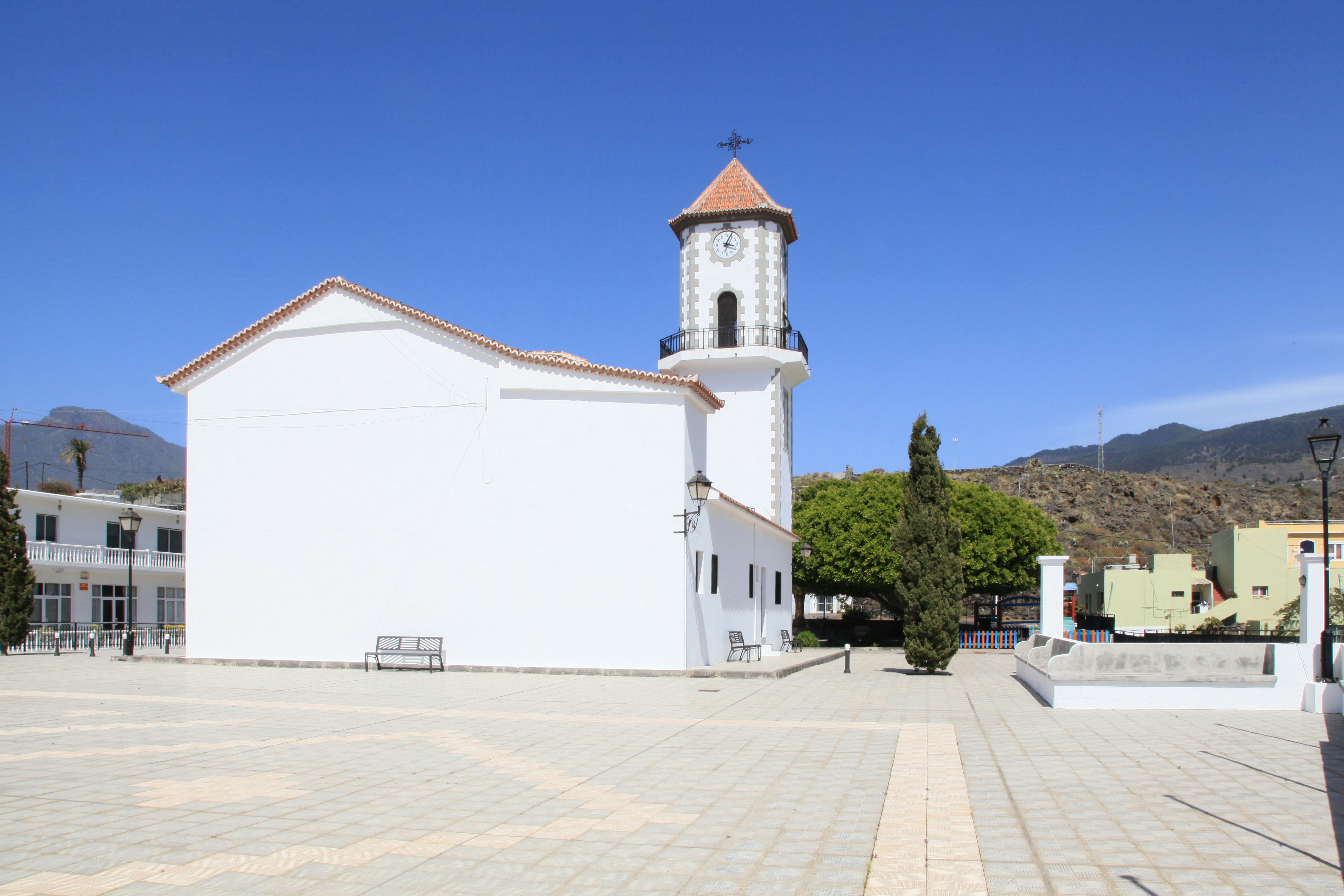
Iglesia de Todoque en 2015

- Iglesia de San Pío X, incendiada y colapsada durante la erupción el 26 de septiembre de 2021.[17]

### Fiestas
- Fiestas patronales en honor a San Pío X, en agosto.